# Орден друидов
«Орден друидов» — неоязыческая организация в рамках неодруидизма, братский орден, основанный в 1909 году Джорджем Уотсоном МакГрегором Ридом в Великобритании. В разное время был известен под другими названиями, например «Древний Орден Друидов», «An Druidh Uileach Braithreachas» и «Британский Круг Вселенской Связи». Вступивших членов называют компаньонами.

## Занятия
Основным видом занятий является медитация. Обсуждения обычно касаются личного опыта, но этим не ограничиваются. Также затрагиваются философские, биологические, мифологические, политические, поэтические, астрологические, религиозные и подобные темы. Непосредственный опыт считается более важным, чем учение, полученное из книг.

## Публичные церемонии
Более века проводятся публичные церемонии. Одна в день осеннего равноденствия, другая в день весеннего равноденствия и третья в день летнего солнцестояния. Иногда место или время меняется в зависимости от обстоятельств.
Осеннее равноденствие считается началом года Первую церемонию проводят в парке Примроуз-Хилл в Лондоне..
Зимнее солнцестояние проходит без публичной церемонии. Его встречают наедине с собой или в кругу друзей.
Третья церемония года, Весеннее равноденствие, проводится в Тауэр-Хилл в Лондоне.

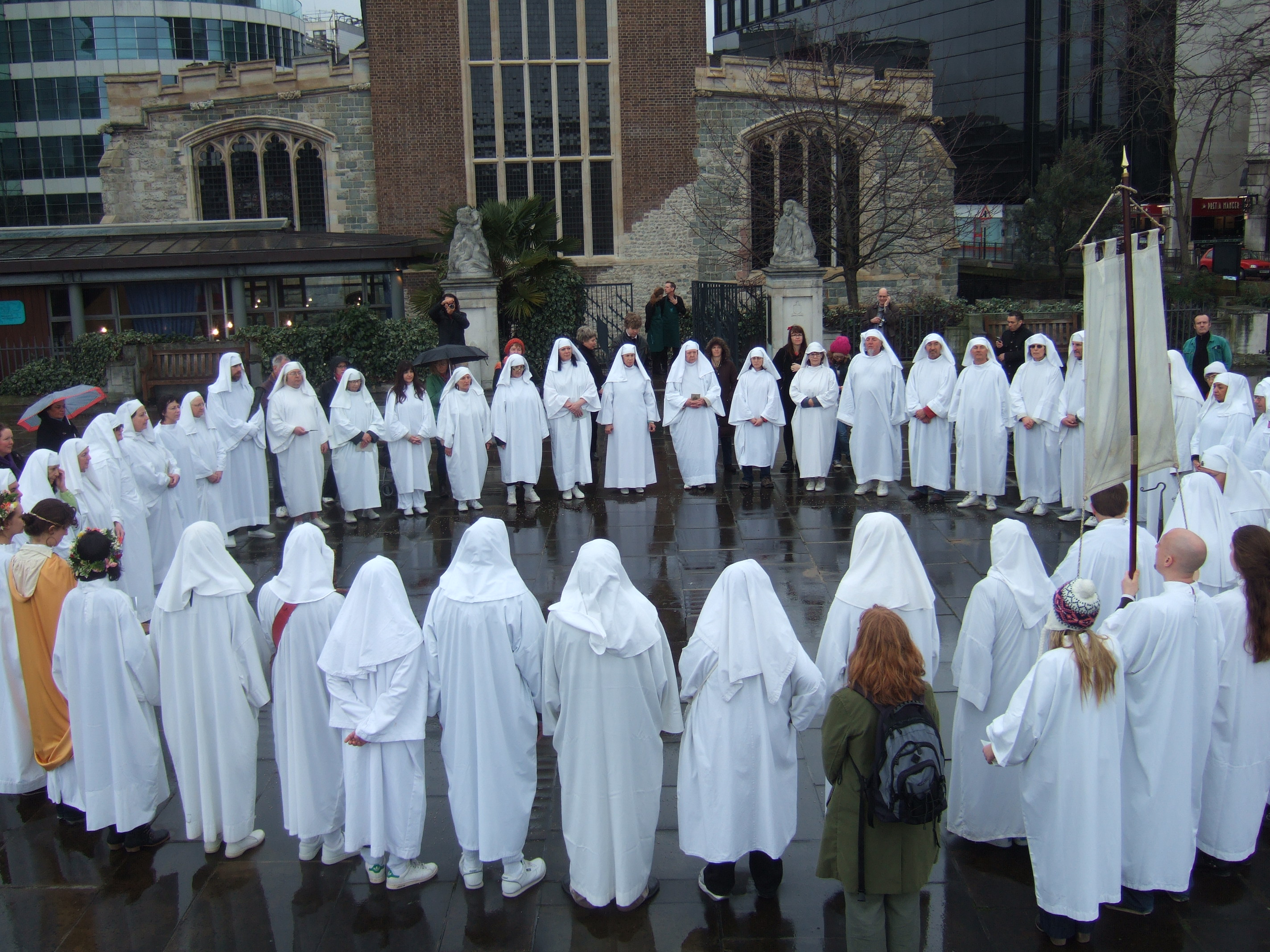
Церемония весеннего равноденствия

Четвертая и последняя публичная церемония года — Летнее солнцестояние. Это событие отмечено тремя церемониями в Стоунхендже в Уилтшире. Первая церемония проходит в полночь в самый тёмный час. Далее проводят церемонию на рассвете. Она знаменуется восходом Солнца за Пяточным камнем. Заканчивается все церемонией в полдень в честь полноты света. В последние годы эти церемонии проводились ночью и днём после «открытого доступа» к Стоунхенджу в день летнего солнцестояния.

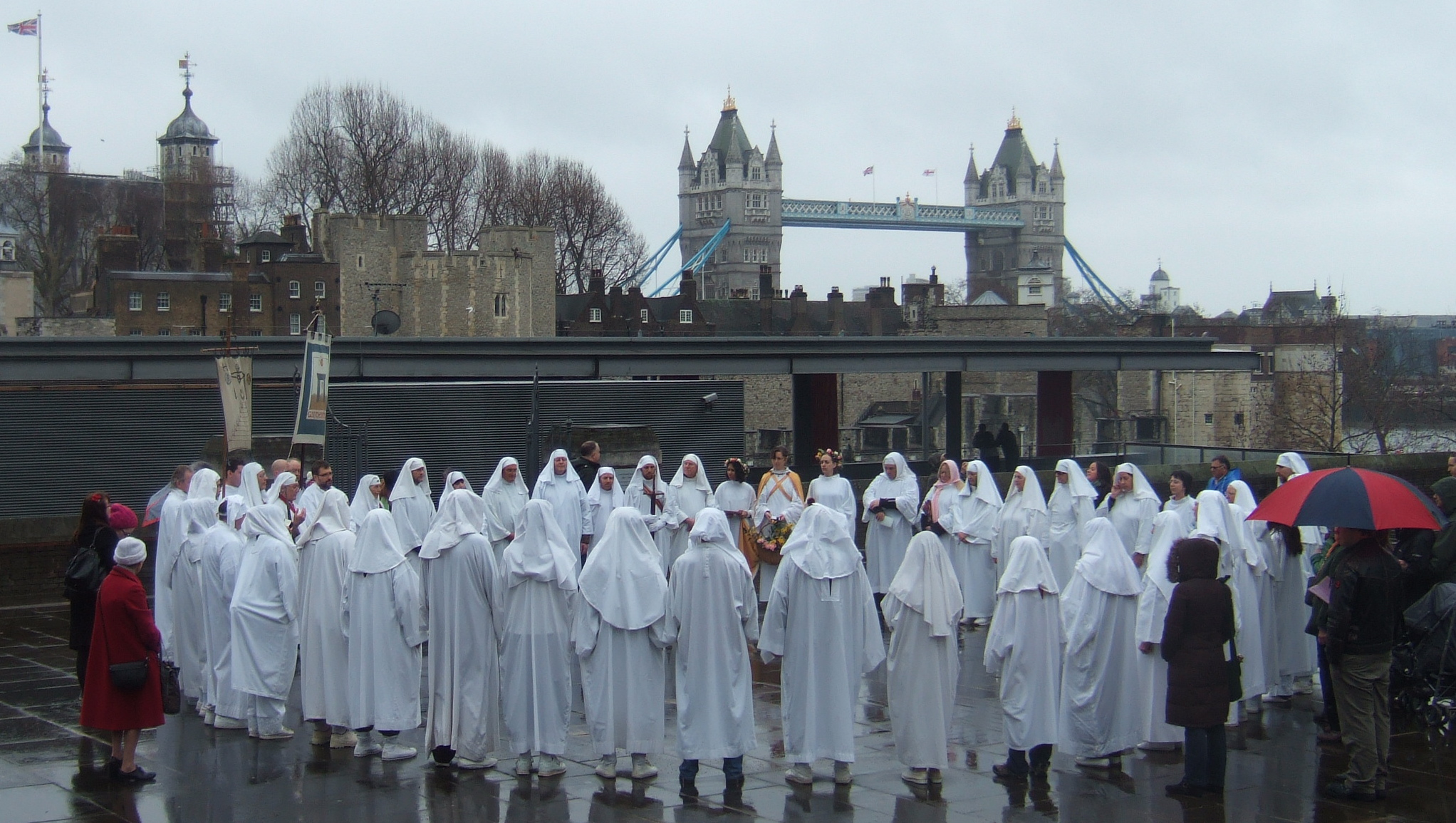
Друиды на Тауэр-Хилл

Вышеупомянутые публичные церемонии открыты для всех. Компаньоны ордена облачаются в белые одежды и надевают капюшоны. Они проходят к месту церемонии и образуют круг с ключевыми позициями, ориентированными по сторонам света и Солнцу. Некоторые участники выполняют определённые роли. Герольд организует и объявляет о начале церемонии. Бард говорит о делах ордена. Меченосец ведёт всех за собой. Четыре человека представляют стихии: воду, огонь, землю и воздух. В кругу они становятся по сторонам света. Триада, состоящая из Главного друида, Пендрагона и Писаря, представляет три луча света Авен (вдохновения). Женщина, сопровождаемая двумя служанками в цветочных коронах, представляет богиню Керидвен и несёт корзинку с семенами или фруктами в зависимости от сезона. Ведущий распределяет всех по кругу.

## История
Рональд Хаттон пишет, что «Орден друидов» в его нынешнем виде возник примерно в 1909 или 1912 году, когда Джордж Уотсон МакГрегор Рид возглавил группу под влиянием универсалистов. Когда Томас Моэн, который практиковал гомеопатию, был избран главой в 1964 году, некоторые высокопоставленные члены и менарх Ордена (председатель) Росс Николс ушли, чтобы сформировать Орден бардов, оватов и друидов. Николс писал, что МакГрегор Рид рассказал историю, в которой Джон Толанд в день осеннего равноденствия 1716 года в Примроуз-Хилл призвал друидов встретиться в таверне «Яблоня» в Ковент-Гардене в Лондоне спустя год и один день, и что на этом собрании они образовали «An Druidh Uileach Braithreachas». «Круг друидов вселенской связи» собрался 22 сентября 1717 года. В нём участвовали представители из Лондона, Йорка, Оксфорда, Уэльса, Корнуолла, острова Мэн, Шотландии, Англси, Ирландии и Бретани .Также утверждалось, что Джон Обри, антиквар XVII века, восстановил рощу горы Хемус, посаженную в Оксфорде в 1245 году. С исторической точки зрения маловероятно, что Толанд и Обри были членами каких-либо друидских орденов. Хаттон считает, что происхождение ордена до Джорджа Уотсона является не более чем легендой.

## Главные друиды
- Джордж Уотсон МакГрегор-Рид, 1909—1946
- Роберт МакГрегор-Рид, 1946—1964
- Томас Лакенби Моэн, 1964—1976
- Кристофер Салливан, 1976—1981
- Дэвид Локсли, 1981 — настоящее время.